# Eduard Lederer
Eduard Lederer (pseudonym Leda) (15. července 1859 Chotoviny u Tábora – 5. červen 1944 Terezín) byl československý spisovatel, dramatik a básník, povoláním právník.

## Život
Vystudoval právnickou fakultu pražské univerzity. Sám sebe označoval za českožidovského asimilanta, spolupracoval s novinami Českožidovské listy a Rozvoj.
Lederer se angažováním ve prospěch českého a později slovenského národního hnutí snažil naplňovat svou představu záměrné česko-národní asimilace Židů žijících v českém prostředí, reprezentovanou Spolkem českých akademiků židů (založen v roce 1876, po roce 1918 byl spolek přejmenován na Akademický spolek Kapper).

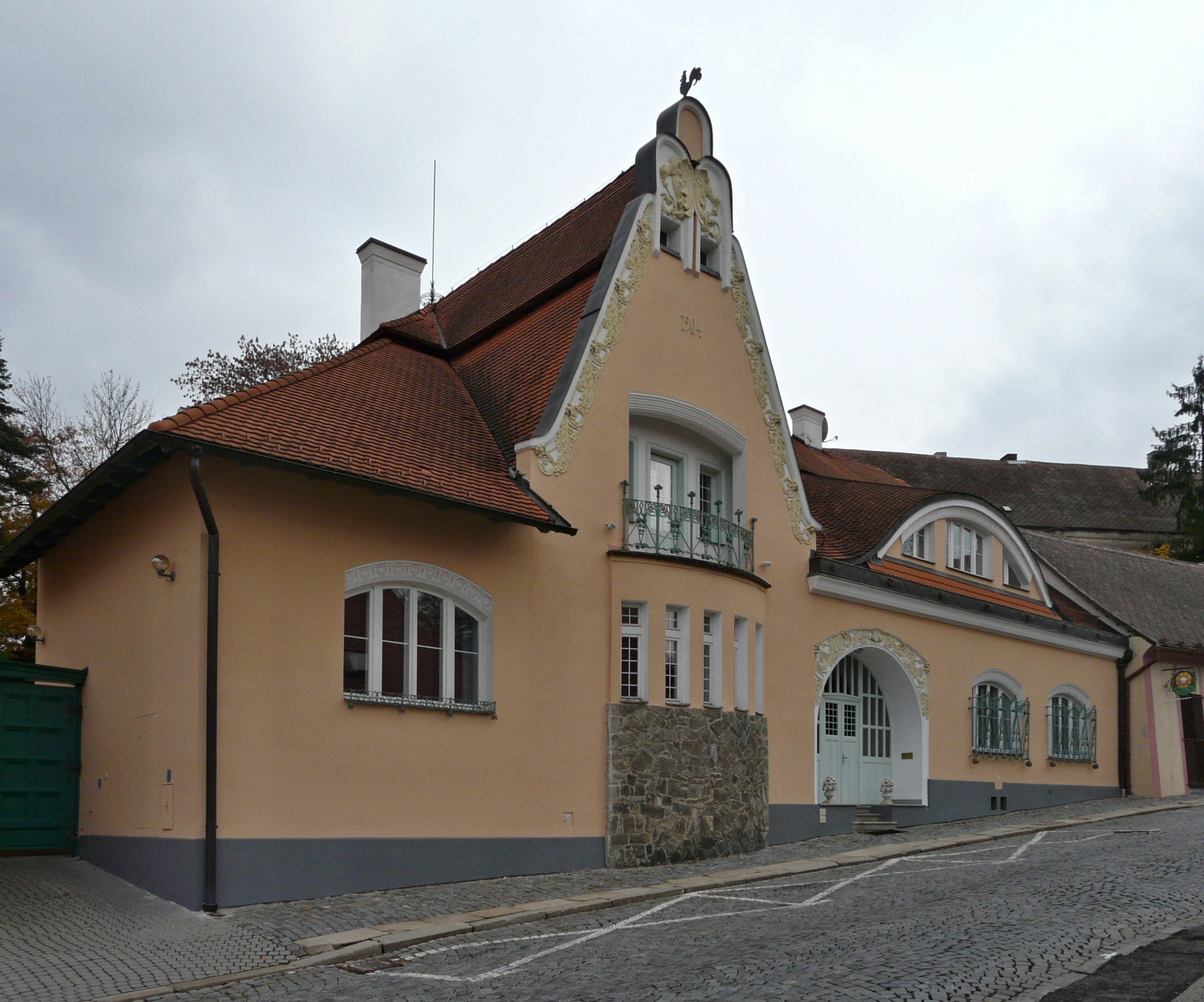
Vila Eduarda Lederera v Jindřichově Hradci od Otakara Novotného

V roce 1904 si nechal v Jindřichově Hradci vystavět vilu od tehdy začínajícího Kotěrova žáka Otakara Novotného. Tato vila je dnes památkově chráněnou stavbou
V květnu 1907 napsal z Jindřichova Hradce, kde tehdy žil, obšírný list Bjørnstjernovi Bjornson o útlaku Slováků v Uhersku. Dopis podepsali i Adolf Heyduk a Karel Kálal a sloužil jako podklad, na jehož základě článkem „Mír a přátelé míru“ Björnson začal svou kampaň proti Albertu Apponyimu, uherskému ministru školství. Lederer navštívil Björnsona v květnu 1908 v Římě a v červenci o rok později, tehdy již těžce nemocného mistra, v Larviku v jižním Norsku.
Po převratu v roce 1918 Lederer zasvětil všechny své síly programu překonávání židovské národnosti přes vybudování identity „židovského Čechoslováka“. Rázně odmítal slovenský separatismus a hájil národní jednotu „Čechoslováků“ při respektování spisovného jazyka Slováků . Odmítal sionismus.
Na základě tzv. norimberských rasových zákonů byl vězněn v ghettu Terezín od 6. července 1942, kde v roce 1944 zemřel.